# Nicolai Hovmann
Nicolai „Houmann“ Hovmann Overgaard (* 22. Juli 1994 in Kopenhagen) ist ein dänischer Volleyball- und Beachvolleyballspieler. Er wurde mehrfacher Meister seines Heimatlandes sowohl in der Halle als auch im Sand.

## Karriere

### Karriere Halle
Nach der Saison 2012/13 bei Brøndby VK wechselte der Mittelblocker zu Hvidovre Volleyball Klub. Diesem Verein blieb er sechs Spielzeiten treu. In dieser Zeit erreichte seine Mannschaft zwei vierte und zwei dritte Plätze in der höchsten dänischen Liga sowie das Pokalfinale 2017. Das erfolgreichste Jahr des Athleten mit dem Club aus dem südwestlichen Vorort seines Geburtsortes war auch gleichzeitig sein letztes. Das Team wurde Vizemeister und stand zum zweiten Mal während seines Engagements im Endspiel des Landespokals. Danach wechselte Hovmann zu Gentofte Volley. Mit dem Sportverein aus einem weiteren Vorort von Kopenhagen gewann er 2020 das Double aus Meisterschaft und Pokal. In der folgenden Saison gelangen die Titelverteidigung in der Liga und noch einmal der Einzug ins Pokalfinale. Bis einschließlich 2021 unterstützte Hovmann darüber hinaus das Auswahlteam seines Heimatlandes bei verschiedenen Veranstaltungen. 2015 gewann er mit der Nationalmannschaft den Novotel Cup. Zwei Jahre nach seiner Zeit in Gentofte stand er als Diagonalangreifer für eine Saison bei einem weiteren Verein auf dem Spielfeld. Mit DHV Odense 4 reichte es jedoch nur noch zum Einzug ins Achtelfinale des Pokalwettbewerbs.

### Karriere Beach
2019 wurden der in der Landeshauptstadt geborene Sportler und Jacob Stormly zum ersten Mal dänische Meister im Sand. Diesen Titel konnten sie im folgenden Jahr verteidigen. Den dritten Sieg bei der Landesmeisterschaft erreichte Houmann 2021 mit Kristoffer Abell und eine Saison später kam Titel Nummer vier mit Peter Kromann Jensen hinzu. Nachdem er 2021 mit Abell beim Vier-Sterne-Event in Gstaad nach zwei überstandenen Qualifikationsrunden das Hauptfeld erreicht hatte und beim Zwei-Sterne-Turnier in Rubavu nach ebenfalls erfolgreich bewältigter Vorausscheidung im Viertelfinale stand,
trat Nicolai Hovmann im Dezember 2022 gemeinsam mit Mads Møllgaard durch den Einzug in die Vorschlussrunde des Futures in Den Haag ein weiteres Mal international in Erscheinung. Eine Saison später standen die beiden gleich bei mehreren Veranstaltungen auf der obersten Stufe des Podests. Sie gewannen sowohl die Meisterschaft als auch die Tour Finals ihres Heimatlandes und außerdem das NEVZA Event in Göteborg. 2024 kamen Finalteilnahmen bei der dänischen Meisterschaft und beim Futures in Madrid hinzu. Bei den gleichwertigen Wettbewerben in Cervia, Krakau und Messina wurden die Nordeuropäer eine Spielzeit später Dritte. Die Vorrunde zum Nations Cup 2025 gewannen sie aufgrund ihrer beiden Siege gegen die stärker eingeschätzte Konkurrenz aus Deutschland und Italien trotz der Niederlagen von Abell / Andersen. Bei der Endrunde wurden die Partner getauscht, so konnte jedoch das Ausscheiden nach der Gruppenphase nicht verhindern werden. Ihren zweiten gemeinsamen Landesmeistertitel hatten Møllgaard / Houmann kurz zuvor erkämpft. Für Letzteren war es das siebte Meisterschaftsfinale in Serie, nur eines beendete er nicht als Sieger. Zum ersten Mal die Hauptrunde bei einem Challenge der FIVB erreichten die Dänen im August des Jahres, als sie in Baden zwei Qualifikationsrunden überstanden. Anschließend konnten sie jedoch keins ihrer beiden Spiele gewinnen.

## Auszeichnungen
- 2015: Bester Blocker und Mittelblocker Dänische Volleyballliga
- 2017: Bester Mittelblocker Dänischer Pokal
- 2018: Bester Mittelblocker Dänische Volleyballliga
- 2019: Wertvollster Spieler und bester Mittelblocker Dänische Volleyballliga
- 2019: Bester Mittelblocker Dänischer Pokal
- 2020: Bester Blocker Dänischer Pokal[5]